# Justin Torres
Justin Torres (New York, 1980) è uno scrittore statunitense.

## Biografia
Nato nel 1980 da padre di origini portoricane e madre italo-irlandesi, nel 2010 si è laureato al Iowa Writers' Workshop e nel 2012-2013 ha ottenuto una borsa di studio all'Università di Stanford.
Ha esordito nella narrativa nel 2011 con il romanzo di formazione Noi, gli animali, ben accolto dalla critica e trasposto sette anni dopo nel film Quando eravamo fratelli.
Nel 2023 ha dato alle stampe la seconda opera, Blackouts, ambizioso tentativo di recuperare le storie dimenticate di una moltitudine di vite queer, grazie al quale ha ottenuto il National Book Award per la narrativa ed è stato candidato all'Orwell Prize e al Lambda Literary Award.
È dichiaratamente gay.

## Opere

### Romanzi
- Noi, gli animali (We the Animals, 2011), Milano, Bompiani, 2012 traduzione di Sergio Claudio Perroni ISBN 978-88-452-6985-1.
- Blackouts (2023)
  - Traduzione italiana di Gianni Pannofino: Blackout, Einaudi, 2025, ISBN 9788806265069

## Riconoscimenti
- 2023: National Book Award per la narrativa per Blackouts[11]

## Adattamenti cinematografici delle sue opere
- Quando eravamo fratelli (We the Animals), regia di Jeremiah Zagar (2018)